# Griselinia jodinifolia
Griselinia jodinifolia là một loài thực vật có hoa trong họ Griseliniaceae. Loài này được (Griseb.) Taub. mô tả khoa học đầu tiên năm 1893.